# Empresa Maranhense de Administração Portuária
A Empresa Maranhense de Administração Portuária ou Emap é uma corporação pública, de caráter jurídico de direito privado criada em 1998 pelo governo do estado do Maranhão, e sediada no porto do Itaqui, na Baía de São Marcos, em São Luís, capital do estado. A Emap tem por objetivo realizar a administração e exploração comercial de portos assim como a logística e exercícios de soberania portuária no Itaqui.
O capital social de abertura da Emap foi de cem milhões de reais, divido em cem milhões de ações nominativas de valor unitário de um real. A Emap é administrada pelo conjunto de três órgãos: conselho de administração, conselho fiscal e diretoria executiva.

## História
Do início dos anos 70 até o ano de 2001, o porto do Itaqui era administrado e explorado pelo Companhia Docas do Maranhão, controlada pelo governo federal brasileiro. A partir de 1 de fevereiro de 2001, o porto do Itaqui passou a ser gerenciado pela Emap.
Além de administrar o Porto do Itaqui, também é responsável pelos Terminais de Ferryboat da Ponta da Espera, em São Luís, e Cujupe, no município de Alcântara, que permitem a Travessia São Luís-Alcântara, por meio de um serviço de ferry-boats; e do Cais de São José de Ribamar.

Em 2017, Empresa Maranhense de Administração Portuária teve lucro líquido de R$ 51,6 milhões, 18,8% superior a 2016, e crescimento de 24% em receitas operacionais.